# Phare de Longstone
Le phare de Longstone (anciennement appelé Outer Farne) est un phare situé sur l'îlot de Longstone Rock dans l'archipel des Îles Farne, au large de Bamburgh dans le comté du Northumberland en Angleterre.
Ce phare est géré par le Trinity House Lighthouse Service à Londres,l'organisation de l'aide maritime des côtes de l'Angleterre.
Il est maintenant protégé en tant que monument classé du Royaume-Uni de Grade II.

## Histoire
Le phare de Longstone a été conçu et construit par Joseph Nelson en 1826, et a été à l'origine appelé Outer Farne Lighthouse.
Le site avait une longue histoire de demande d'une lumière. À la fin du 17e siècle Sir John Clayton, et plus tard, en 1755, le capitaine J. Blackhead, avaient demandé un phare pour l'île. Les deux demandes avaient été rejetées parce que les autorités de Trinity House, n'avaient pas réussi à persuader les autorités locales concernées de contribuer à l'entretien de la lumière.
Au milieu des années 1820, la sécurité des navires devenant une priorité, la décision fut prise pour sa construction. Le phare a utilisé, à l'origine, des lampes de type Argand. En 1952 le phare a été finalement électrifié, et en 1990 il est devenu entièrement automatisé.
Le phare est connu pour le naufrage du Forfarshire en 1838 et le rôle de Grace Darling, la fille du gardien de phare, dans le sauvetage de 9 survivants.

## Optique

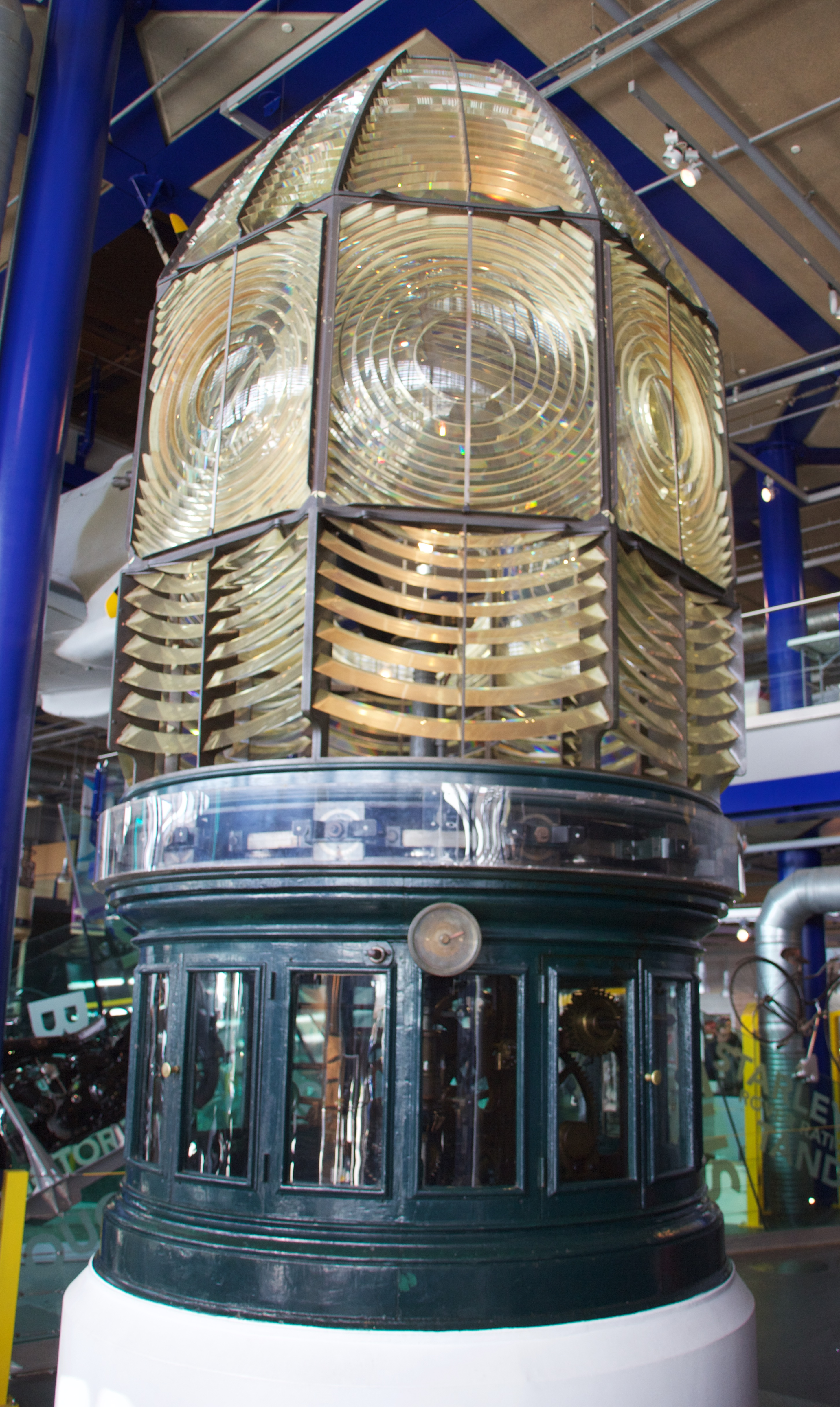
Birmingham Science Museum

Le phare a d'abord utilisé un système optique fabriqué par les Chance Brothers (en) de Smethwick. Il a été fait en 1873 et a été utilisé pendant presque 80 ans. L'optique est une lentille de Fresnel, utilisée pour augmenter la transmission de la lumière d'un phare. L'optique est maintenant exposée à Thinktank, Birmingham Science Museum (en).

### Lien connexe
- Liste des phares en Angleterre
- Phare de Farne
- Phare de Brownsman Island